# Commandant de la zone de défense de Berlin
 (avril 2017).
Si vous disposez d'ouvrages ou d'articles de référence ou si vous connaissez des sites web de qualité traitant du thème abordé ici, merci de compléter l'article en donnant les références utiles à sa vérifiabilité et en les liant à la section « Notes et références ».
Pendant la Seconde Guerre mondiale, le commandant de la zone de défense de Berlin exerçait le commandement des troupes de la Wehrmacht sur le territoire de la ville de Berlin. Le commandement des troupes SS était confié à Heinrich Himmler tandis que le commandement des éléments territoriaux (les Volkssturm) était rattaché au ministre de la Propagande et commissaire du Reich pour Berlin, Joseph Goebbels.

## Titulaires du poste
La période du 16 avril au 2 mai 1945 est la période pendant laquelle s'est déroulée la bataille de Berlin.
De janvier à mai 1945, les commandants de la zone de Berlin ont successivement été :
- Bruno von Hauenschild (début 1945 - 6 mars 1945) ;
- Hellmuth Reymann (6 mars 1945 - 22 avril 1945) ;
- Ernst Kaether (22 avril 1945) ;
- Erich Bärenfänger, représentant personnel d'Adolf Hitler, ce dernier ayant pris personnellement le commandement (22 avril 1945) ;
- Helmuth Weidling (22 avril 1945 - mai 1945).